# Timbales

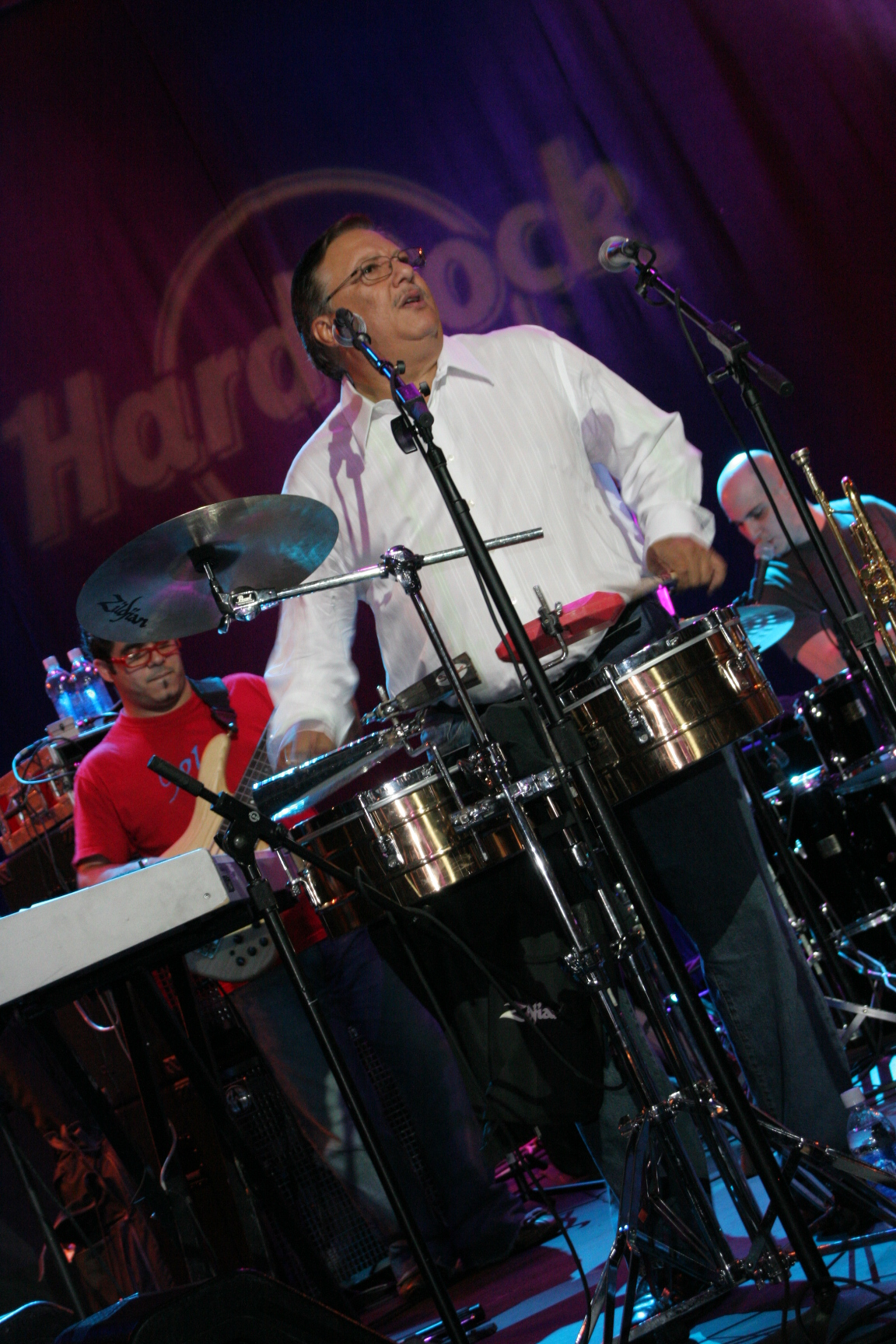
Arturo Sandoval tocando no timbales no Hard Rock Cafe.

Timbales (também pronunciado tímbales ou timbalas) são tambores de baixa altura, com apenas uma pele, menos profundos que timbalões, e geralmente mais agudos. O executante usa uma variedade de baquetas, toques com a mão, toques no aro e rufos, para produzir uma vasta gama de sons em solos e em certas secções da música, e geralmente toca no corpo do instrumento ou em outros instrumentos de percussão auxiliares, tais como uma caneca ou um prato, para manter o ritmo.
É um instrumento que pertense á familia a percussão e á sub-familia de altura definida.
O corpo do instrumento é geralmente feito de metal, mas alguns construtores oferecem timbales feitos em ácer ou outras madeiras. As peles são leves e afinadas de um modo agudo tendo em conta o seu tamanho.
Timbales é também a palavra em francês para tímpanos, de modo que, os franceses costumam chamar o instrumento afro-cubano de timbales latines ou timbales créoles. De facto, os timbales foram inventados no séc XX como substitutos portáteis dos tímpanos das orquestras afro-cubanas.
Tradicionalmente, os timbales são montados em pares, e tocados de pé. Podem ser tocados com baquetas de bateria, ou, tradicionalmente com baquetas próprias. O diâmetro das peles varia entre 12 a 16 polegadas, com os pares geralmente apresentando uma diferença de uma polegada de diâmetro entre cada tambor.
Alguns construtores têm produzido recentemente timbales menores (chamados timbalitos) com diâmetros de 6, 8 ou 10 polegadas.